# 趙懋華
趙懋華（1896年—1985年）女，別號佩琴，四川省南溪縣人，她是北京大學最早招收的女生之一，曾任立法院立法委員。她的丈夫梁穎文曾任行政院副秘書長、財政部次長。

## 生平
趙懋華自北洋女師範學校畢業。1920年3月，入國立北京大學旁聽，秋季招考時，正式被錄取，成為北京大學最早的九名女生之一。毕业后赴德国。自德國柏林大學畢業，獲哲學博士。她担任中央研究院特約編撰，更在柏林大學研究教育，歷赴歐洲各國考察各級學校及社會教育情形。
回國後，歷任教職及國防設計委員會文化專門委員。民國廿四年（1935年）1月12日，任訓政時期第四屆立法院立法委員。同年，同宋美齡創辦全國婦女指導委員會，任指導委員。民國廿六年（1937年），抗戰爆發，隨宋美齡組織中國婦女慰勞自衛抗戰將士總會，任常務委員，主持一切慰勞前後方將士及遺族工作。同年，首先建議宋美齡收容戰區兒童創設保育院，并任川一院院長。趙懋華曾前後兩次获國民政府授予勝利勛章。
民國卅五年（1946年），国民政府還都南京，趙懋華發起中華婦女文化教育協進會。同年，頒給三等景星勳章。同年，任民憲會常務監事
民國卅七年（1948年），任行憲第一屆立法院集會籌備處籌備委員。同年，參加立法委員選舉，以四川省婦女第二名305，782張選票當選立法委員。
1985年，趙懋華逝世。

## 著作
中國人用德文所撰的哲學著作，據我們所知道的並且讀過的，只有梁穎文夫人趙懋華女土（Dr．Esther Mon—Hua Liang)的《叔本華學派的倫理學》(Die Ethik der Schule Schopenhauers)一書，1932年德國柏林席勒街荷夫曼書店印行。此書雖是在柏林大學尼古拉·哈特曼指導下寫成的薄薄的一本博士論文(共120頁)，但是確是大之對於整個的德國自康德以來的哲學有相當根底，小之對於本題範圍以內各家的典籍有研究涉獵的產物。全書條理井然，對於叔本華學派各家的學說及其與叔本華的關係，大都有簡明扼要的敘述。

## 出席立法院會議
第一屆第一會期
- 內政及地方自治委員會
- 教育文化委員會（召委）

## 荣誉
- 三等景星勋章（1946年1月1日批准[11]）